# Miguel I Rangabé
Miguel I Rangabé (770-844) fue un noble casado con Procopia, la hija de Nicéforo I, que fue nombrado emperador bizantino (811-813) tras una revuelta palaciega contra su cuñado Estauracio en 811.
La característica más sobresaliente del reinado de Miguel fue su gran liberalidad, lo que significó una ruptura definitiva con la política de restricciones económicas de Nicéforo I. Hizo ricas donaciones a la Iglesia, a los miembros del senado y a los soldados que le habían apoyado en su candidatura. Al cabo de 18 meses había dilapidado la mayor parte de los fondos reunidos por su suegro.
Su política exterior estuvo dirigida a conseguir la paz a cualquier precio. La invasión búlgara de Krum le obligó a emprender una campaña a disgusto. Sin embargo, había en Constantinopla un grupo partidario de la guerra: los monjes estuditas.
Elegido con el apoyo del partido ortodoxo de la Iglesia, Miguel persiguió con dureza a los iconoclastas en las fronteras septentrional y oriental del Imperio. Llegó a la paz con el emperador de Occidente Carlomagno. Fue el primer Emperador Romano en ostentar dicho título de manera oficial realmente, cuando se hizo llamar Basileus Rhomaion (‘emperador de los romanos’). Al mismo tiempo permitió que los búlgaros saqueasen gran parte de Macedonia y Tracia. Cuando decidió enfrentarse a ellos en el campo de batalla en la primavera de 813, fue derrotado cerca de Versinikia, tanto por errores tácticos como por traición, ya que algunas unidades provinciales estuvieron mandadas por oficiales reticentes, e incluso abiertamente hostiles a la política iconódula de Miguel.
León V el Armenio sería elevado al trono en el verano. Miguel fue enviado como monje a la isla de Prote, donde vivió más de treinta años, hasta su muerte en 844.